# Eva Medusa Gühne

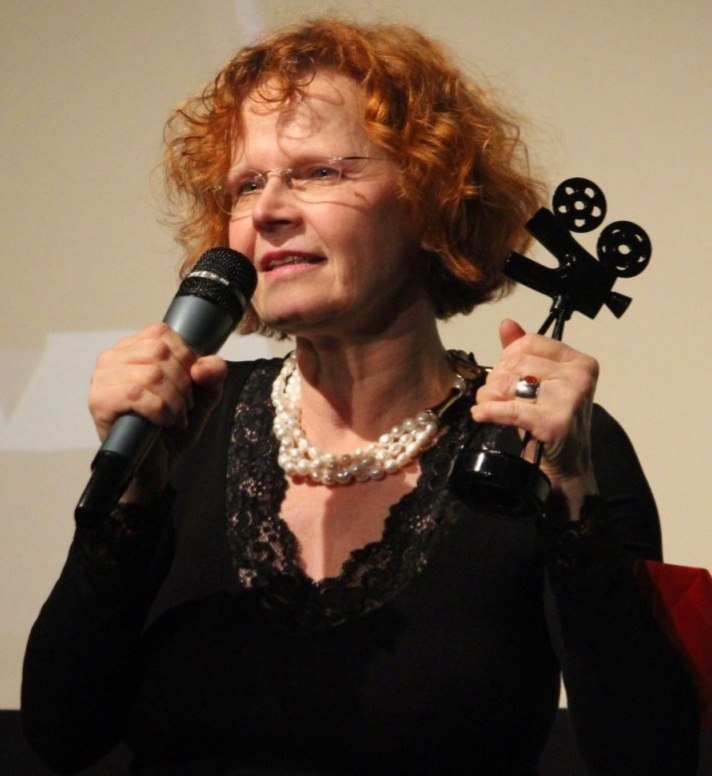
Eva Medusa Gühne auf dem 41. Europäische Filmfestival Göttingen 2021, mit dem Publikumspreis für „Revolvo“

Eva Medusa Gühne (* 1961 in Berlin) ist eine deutsche Schauspielerin.

## Leben
Sie ist die Tochter des Schauspielers Erich Gühne (Roberto Rossellini, „Deutschland im Jahre Null“) und der Ärztin Dr.med Gertrud Gühne, geborene Dittmar.
Sie verließ mit ihren Eltern Berlin ein Jahr nachdem die Mauer gebaut wurde und wuchs in Bad Homburg auf. Dort genoss sie als Kind eine klassische Ballettausbildung bei Alice Kaluza. Mit 15 Jahren gab sie ihr Schauspiel-Debüt am Fritz Rémond Theater in Frankfurt am Main, spielte unter der Regie von Boleslaw Barlog mit Hans Krull, Inge Meysel und Christian Rode. Nach einer Schauspielausbildung nach der Strasberg-Methode in Berlin und New York arbeitete sie 10 Jahre als Schauspielerin bei freien Off-Theaterproduktionen in Berlin (unter anderem in mehreren Sam-Shepard-Stücken. In „der Elefantenmensch“, „Die Bakchen“ und „Extremities“). Ihr Alleinstellungsmerkmal war, überzeugend Männerrollen zu verkörpern, etwa in Sam Shepards "Suicide in B flat" als Niles, der männlichen Hauptrolle, und in "Extremities", als Raul, dem Vergewaltiger.
Seit 1997 reist sie mit eigener Komödiantentruppe „Zeter und Mordio“. (Worterklärung: Zetermordio) quer durch Deutschland und macht Clownstheater auf Mittelalterfesten. Aber auch insbesondere ihre Leistung als leichenblasse Äbtissin beeindruckt Erwachsene und verängstigt viele Kinder.
Rollen bei Film und im Fernsehen folgten (unter anderem „Die blaue Stunde“, „Wie Feuer und Flamme“, „Preußisch Gangstar“, „Der Junge Siyar/For snoen faller“. „Tatort: Tod einer alten Frau“. „Wolffs Revier“, „Für alle Fälle Stefanie“, „Sterne des Südens“, „SOKO Wismar“).
Sie spielte die Hauptrolle in dem Kurzfilm „Etage X“ von Francy Fabritz, der mit großem Erfolg 2016/17 auf verschiedenen Filmfestivals lief und viele Preise gewann: Internationales Filmfestival von Locarno, Festival Internacional de Cine de San Sebastián, Internationale Hofer Filmtage und das Prädikat „besonders wertvoll“ der Deutschen Film- und Medienbewertung (FBW) trägt. Das Interfilm Festival Berlin verlieh „Etage X“ den 2. Preis mit der Begründung: "Mit einer Grenzerfahrung auf engstem Raum zieht dieser Film die Zuschauer in seinen Bann".
In Francy Fabritz zweiten Kurzfilm „Revolvo“, der seine Premiere auf den Internationale Hofer Filmtagen 2019 feierte, spielte sie wieder die Hauptrolle. Und auch dieser Kurzfilm trägt das Prädikat „besonders wertvoll“. Seit seinem ersten Publikumspreis beim 35. Interfilm Festival Berlin hat "Revolvo" viele weitere Publikumspreise gewonnen.
Im Videoprojekt „3x3x6“ der taiwanesischen Künstlerin Shu Lea Cheang, für die 58. Biennale di Venezia 2019, kuratiert von Paul B. Preciado, ist sie als eine Gespielin Casanovas zu sehen. Und im exzessiv wie verstörenden Videoprojekt „Qu’un sang impur“ der Gewinnerin des Preis der Nationalgalerie 2019, Pauline Curnier Jardin im Hamburger Bahnhof – Museum für Gegenwart – Berlin war sie die wilde, blutende Frau. Als „Bled out – Ausgeblutet“, feierte der Kurzfilm Premiere auf dem International Film Festival Rotterdam 2020.
Im Sommer 2019 drehte sie für Dominik Graf als Witwe Hohlfeld im Kinofilm Fabian oder Der Gang vor die Hunde, nach Erich Kästner, der die Witwe mit den Worten beschreibt: " ... vermutlich wogte ihr unverstandener Busen". Fabian oder Der Gang vor die Hunde hatte seine Weltpremiere bei den 71. Internationalen Filmfestspielen Berlin und konkurrierte im Wettbewerb um den Goldenen Bären. Dort wurde der Film ab dem 10. Juni 2021 beim Open Air stattfindenden Summer Special gezeigt.
Im Februar 2021 outete sich Gühne im Rahmen der Initiative #actout im SZ-Magazin mit 185 anderen lesbischen, schwulen, bisexuellen, queeren, nicht-binären und trans* Schauspielern. Die Initiative wurde von Godehard Giese, Karin Hanczewski und Eva Meckbach gemeinsam initiiert, um in ihrer Branche und in der Gesellschaft mehr Akzeptanz und Sichtbarkeit zu fordern.
In der vom Rolling Stone als beste Serie des Monats November 2021 ausgezeichneten ZDFneorginal Wir spielt Eva Medusa Gühne die Mutter der Hauptfiguren Annika und Maik.
In Dani Levys Der Scheich für Paramount+, bildet Gühnes Auftritt und ihre Stimme als Astrologin Aurora Lutscher den Rahmen der Folge 5. Für ihren neusten Kurzfilm Sweet Promise of Pleasure. hat sie 2023 mit dem Autor und Komponist Raimund Maessen zusammengearbeitet.
Eva Medusa Gühne lebt in Berlin.

## Filmografie (Auswahl)
- 1987: Reichshauptstadt – privat
- 1992: Die blaue Stunde
- 1993: Tatort – Tod einer alten Frau
- 1994: Wolffs Revier (Fernsehserie)
- 1995: Sterne des Südens (Fernsehserie)
- 1999: Rosa Roth (Fernsehserie)
- 2001: Wie Feuer und Flamme
- 2002: Väter
- 2002: Für alle Fälle Stefanie (Fernsehserie)
- 2004: SOKO Wismar (Fernsehserie)
- 2007: Preußisch Gangstar
- 2010: Der Fotograf (Fernsehfilm)
- 2013: Der Junge Siyar
- 2016: Etage X
- 2018: 3x3x6
- 2019: Revolvo
- 2019: Bled out – Ausgeblutet (Qu’un sang impur)
- 2021: Fabian oder Der Gang vor die Hunde
- 2021: Wir (Fernsehserie, 1. Staffel)
- 2022: Grand Jeté
- 2022: Einfach mal was Schönes
- 2022: Der Scheich (Fernsehserie)
- 2023: Wir (Fernsehserie, 3. Staffel)
- 2023: Sweet Promise of Pleasure
- 2024: SOKO Wismar (Fernsehserie, Forlge Wilde Tiere)
- 2024: Night Enchantments
- 2025: In Wahrheit: Die Liebe und der Tod

## Auszeichnungen
- 2016: Official Selection 69. Internationales Filmfestival von Locarno: Etage X
- 2016: First prize Film Students Meeting: Panavision Award, Festival Internacional de Cine de San Sebastián für Etage X
- 2016: Official Selection 50. Internationale Hofer Filmtage: Etage X
- 2016: Publikumspreis für Etage X als Bester Kurzspielfilm beim 4. EVERYBODY'S PERFECT – Int. Queer Film Festival Geneva
- 2016: 2. Preis für Etage X, German Short Film Award, beim 32. Interfilm Festival Berlin
- 2016: Prädikat „besonders wertvoll“ für Etage X, der Deutschen Film- und Medienbewertung FBW
- 2017: Official Selection 39. Festival du Court-Métrage de Clermont-Ferrand: Etage X
- 2017: Nominnee Best Actress in Etage X, 8. Watersprite Cambridge Student Film Festival
- 2017: Official Selection Sehsüchte 46. International Student Film Festival; Etage X
- 2017: Official Selection Cannes Next Generation Short Tiger: Etage X
- 2017: Official Selection Frameline Film Festival San Francisco: Etage X
- 2019: Official Selection 53. Internationale Hofer Filmtage: Revolvo
- 2019: Audience Award 35. Interfilm Festival Berlin & German nominee for European Short Film Audience Award: Revolvo
- 2020: Official Selection International Film Festival Rotterdam 2020: Bled out – Ausgeblutet
- 2020: Prädikat „besonders wertvoll“ für Revolvo, der Deutschen Film- und Medienbewertung (FBW)
- 2020: Official Selection Cannes Next Generation Short Tiger: Revolvo
- 2021: Nominierung für den Goldenen Bären, Internationale Filmfestspiele Berlin 2021: Fabian oder Der Gang vor die Hunde
- 2022: Nominierung für den Grimme-Preis in der Wettbewerbskategorie Fiktion : Wir